# Vulgærlatin
Vulgærlatin (fra latin sermo vulgaris "almindeligt sprog") er det latinske hverdagssprog i modsætning til klassisk latin fra de antikke latinske tekster. Det er først og fremmest fra vulgærlatin, de senere romanske sprog udviklede sig.

## Ét eller to sprog
Vulgærlatin og klassisk latin er to uafhængige sprognormer, mener visse forskere. Det urromansk, der kan konstrueres ved at sammenligne de senere romanske sprog, er lig med vulgærlatin. Vulgærlatin og klassisk latin har sikkert forskellig fonologi, morfologi og syntaks. Det læses især af stavefejl og grammatiske fejl i indskrifterne, ikke mindst de pompejanske graffiti. En anden kilde til vulgærlatin er de frigivne slavers replikker i Petronius' Satyricon (1. årh. e.Kr.).
Andre forskere fremhæver, at det latinske sprog er en enhed indtil oldtidens slutning og et stykke op i middelalderen. Vulgærlatin og klassisk latin er for dem ikke to sprog, men blot to ender af en sociolingvistisk mængde. Nogle ord og former var mere højtidelige og andre mere hverdagslige, men overgangen var glidende. Cicero skriver et udpræget klassisk latin, men i sine breve, der efterligner dagligsproget, har han ofte uventede ord som bucca "mund" og auricula "øre". Det afgørende skel mellem klassisk latin og romansk kommer først i begyndelsen af middelalderen (den første tekst på et romansk sprog er Strasbourg-ederne fra 842).

## Fonetik
De forskere, der fremhæver, at klassisk latin og vulgærlatin er ét, mener, at de lydudviklinger, der bygger på indskrifternes og brevenes stavefejl og rekonstrueres ud fra de senere romanske sprog, i virkeligheden ikke kendetegner vulgærlatin, men latin som sådan[kilde mangler]. Den vulgærlatinske udtale er for dem bare den almindelige udtale af latin i den sene kejsertid.
Den klassiske latins skelnen mellem korte og lange vokaler opgives med forskellige sammenfald til følge:
|        | klassisk latin | vulgær- latin | italiensk | italiensk | spansk | fransk | fransk | eksempler                        |
| ------ | -------------- | ------------- | --------- | --------- | ------ | ------ | ------ | -------------------------------- |
| lukket | klassisk latin | vulgær- latin | åbent     | lukket    | spansk | åbent  |        | eksempler                        |
| a      | /a/            | /a/           | a         | a         | a      | a, au  | e, ie  | cantō "år", canis "hund"         |
| ā      | /a:/           | /a/           | a         | a         | a      | a, au  | e, ie  | aestātem (akk.) "sommer"         |
| ae     | /ai/           | /ɛ/           | è         | ie, è     | ie     | e, eau | ie     | caelum "himmel"                  |
| e      | /e/            | /ɛ/           | è         | ie, è     | ie     | e, eau | ie     | tempus "tid", pedem (akk.) "fod" |
| oe     | /oi/           | /e/           | é         | é         | e      | e (eu) | oi     | poena "straf"                    |
| ē      | /e:/           | /e/           | é         | é         | e      | e (eu) | oi     | stēlla "stjerne", tēla "forhæng" |
| i      | /i/            | /ɪ/           | é         | é         | e      | e (eu) | oi     | minus "mindre"                   |
| y      | /y/            | /ɪ/           | é         | é         | e      | e (eu) | oi     |                                  |
| ī      | /i:/           | /i/           | i         | i         | i      | i      | i      | fīlius "søn"                     |
| ȳ      | /y:/           | /i/           | i         | i         | i      | i      | i      |                                  |
| o      | /o/            | /ɔ/           | ò         | uo, ò     | ue     | o      | eu, œu | porta "dør", cor "hjerte"        |
| ō      | /o:/           | /o/           | ó         | ó         | o      | ou     | eu     | hōra "time"                      |
| u      | /u/            | /ʊ/           | ó         | ó         | o      | ou     | eu     | mustum "most", lupus "ulv"       |
| ū      | /u:/           | /u/           | u         | u         | u      | u      | u      | prūna "blomme"                   |
| au     | /aw/           | /aw/          | ò         | ò         | o      | o      | o      | causa "årsag, ting"              |

Konsonanter udvikles:
- c, g palataliseres til [tš, dž] foran i, e, ae, ou, y: centum > [tšεntU] "hundrede". Således stadig italiensk, rumænsk; spansk har [θ, χ], fransk, catalansk og portugisisk [s, ž]. [k, g] er bevaret i en dialekt på Sardinien.
- c, g palataliseres til [tš, dž] > [š, ž] foran a, au i fransk: canis > [šjε̃] "hund".
- h falder bort
- m falder bort i udlyd (undtagen i enstavelsesord: jf. fransk (ne) rien "intet" < rem "ting", spansk quien "hvem" < quem).
- n falder bort foran s (den forudgående vokal forlænges), f.eks. mēnsis "måned" > italiensk mese, spansk mes, fransk mois
- t falder bort i udlyd (i fransk bevaret indtil oldfransk og stadig i liaison: aime-t-il < amat ille).
- b, d, g bliver til [β, ð, γ] mellem vokaler i vest (i fransk falder [ð, γ] efterfølgende bort)
- p, t, c bliver til [β, ð, γ] mellem vokaler i vest (i fransk falder [ð, γ] efterfølgende bort): caput "hoved" > spansk cabo, fransk chef ~ italiensk capo
- t(u)l, c(u)l > [kľ] > italiensk [kj], portugisisk [ľ], fransk [ľ] > [j], spansk [χ]: f.eks. oculus > italiensk occhio, portugisisk olho, fransk œil, spansk ojo
- li, le (mellem vokaler) > [ľľ] > italiensk, portugisisk [ľ], fransk [ľ] > [j], spansk [χ]: f.eks. fīlia > italiensk figlia, portugisisk filha, fransk fille, spansk hija
- ti, te (mellem vokaler) > [tsj] > italiensk [ts] / [dž], spansk [θ], portugisisk [s] /[z], fransk [s] / [iz]: f.eks. ratiō > italiensk ragione, portugisisk razão, fransk raison, spansk razón
- x > [šš] > italiensk, portugisisk [š], fransk [is], spansk [χ], fx coxa "hofte" > italiensk coscia, portugisisk coxa, fransk cuisse.
- foran sp, st, sc i begyndelsen af et ord indskydes der et støtte-e (i italiensk kun efter artiklen og præpositioner): f.eks. schola "skole" > spansk escuela, fransk école (italiensk scuola)

## Morfologi

### Nominalfleksion
Det latinske kasussystem med seks kasus afvikles gradvis i substantivernes, adjektivernes og pronominernes bøjning. I de moderne romanske sprog er det kun bevaret i rumænsk, der har en fælles kasusform for genitiv-dativ. Oldfransk skelner stadig mellem nominativ og akkusativ.
Klassisk latin har tre køn. I de romanske sprog er neutrum imidlertid blevet opslugt af maskulinum. På rumænsk og italiensk er neutrum pluralis blevet femininum. Denne udvikling spores allerede i de pompejanske indskrifter og hos Petronius, hvor gamle neutrumsord optræder som maskulinum som vīnus i stedet for vīnum "vin".

### Verbalfleksion
Den klassiske latins syntetiske (sammenfattende) passiv erstattes af en analytisk (sammensat) form: amātur "han elskes / han bliver elsket" > est amātus (italiensk è amato, fransk il est aimé).
Den gamle futurum bliver utydeliggjort på grund af de anførte lydudviklinger og erstattes af nye former. De fleste romanske sprog har former, der går tilbage til en omskrivning med infinitiv + habēre "have": cantābit "han vil synge" > cantāre habet (fransk chantera, italiensk canterà, spansk cantarà).

## Syntaks
Syntaktisk er vulgærlatin præget af en tendens til paratakse (sideordning), hvor klassisk latin har en tendens til hypotakse (underordning). Akkusativ med infinitiv og absolut ablativ erstattes af bisætninger, og lange sætningsperioder erstattes af sideordnede hovedsætninger. Fx:
- Petronius 46.4 Dixi quia mustella comedit "jeg fortalte, at væselen åd dem" = klassisk latin dixi mustellam edisse
- Petronius 45.6 Ut quadringenta impendat non sentiet patrimonium ejus "hans arv kommer ikke til at mærke, at han ødsler fire hundrede tusinde bort" = klassisk latin patrimonium ejus non sentiet eum quadringenta impendere.